# Kloschwitz
Kloschwitz este o comună din landul Saxonia-Anhalt, Germania.